# Via Margutta
La Via Margutta est une petite rue du centre de Rome, dans le rione Campo Marzio. Elle est connue à Rome comme le quartier des étrangers, sur les pentes du monte Pincio, le lieu des galeries d'art et des restaurants à la mode, qui auparavant abritait des ateliers d'artisans et des écuries.
Dans les années 1950, après le film Vacances romaines, la rue devint exclusivement la résidence de personnes célèbres, dont le réalisateur Federico Fellini, les actrices Giulietta Masina et Anna Magnani, le peintre Giorgio de Chirico. Au début du XXe siècle elle était déjà la résidence des peintres Augusto Mussini et Grégoire Maltzeff. D'autres peintres ont vécu à proximité de la via Margutta au cours des siècles passés, tels Pierre Paul Rubens, Nicolas Poussin, Jusepe de Ribera, Gaspar van Wittel, Pier Leone Ghezzi, Pablo Picasso, Pieter van Laer et les deux frères Jan Frans van Bloemen .

## Étymologie et histoire

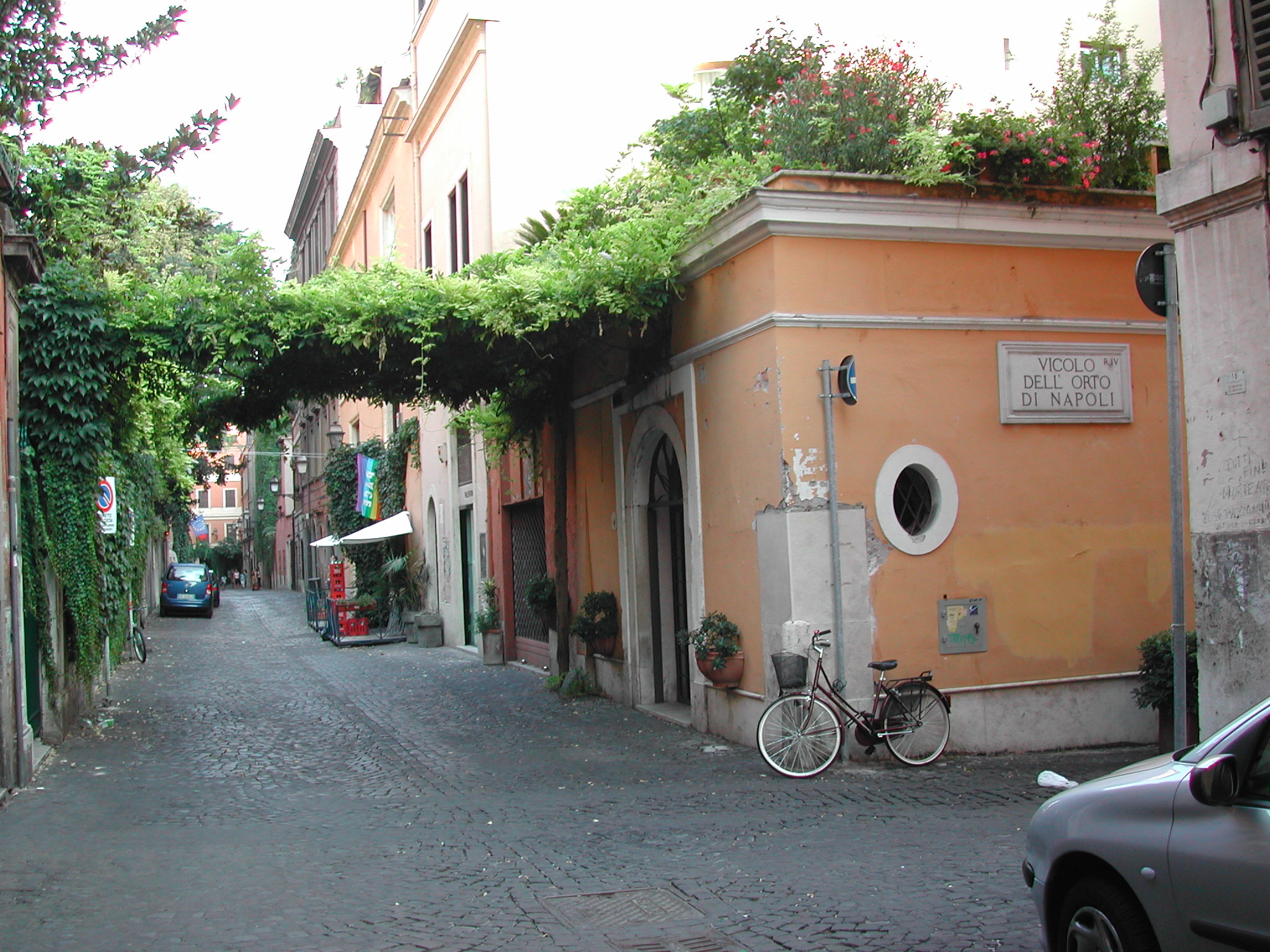
Via Margutta, Rome.

L'étymologie est incertaine, vient peut-être de "Marisgutta", qui signifie Baisse de la Mer, euphémisme ici car un ruisseau coulait de la villa des Pincii et était utilisé comme cloaque naturel. La Via Margutta était à l'origine un chemin d'accès donnant sur l'arrière des palais de la Via del Babuino, où il y avait des entrepôts et des écuries. Au pied de la colline du Pincio, il y avait des maisons, des palefreniers, des maçons, des marbriers, des cochers, et des travailleurs ayant besoin de beaucoup d'espace.
Mgr de Merode, lors du pontificat de Pie IX, a initié le changement : il acheté des terrains, implanté les égouts et a transformé l'allée en une rue incluse dans le plan de la ville.
La Via Margutta était appelée, jusqu'en 1600, la via dei Nari, de l'homonyme de la maison d'une famille se trouvant dans le secteur.
Selon certains, le nom moderne doit être dérivé du surnom de "Margutte", un barbier du nom de Giovanni, qui avait sa boutique dans la rue.

## L'Exposition annuelle"100 Peintres de la Via Margutta"
"Cent Peintres de la Via Margutta", est tous les ans un événement pictural majeur de la Capitale. L'exposition est parrainée par la Municipalité de Rome, la Cité Métropolitaine de Rome Capitale et la Région du Latium, et constitue depuis de nombreuses années un rendez-vous intéressant pour les amateurs d'art. Cela fait de la Via Margutta une galerie d'art en plein air, présentant plus de 1 000 œuvres, des peintures à l'huile, dessins et aquarelles, exposées par de nombreux artistes, souvent peu connus et provenant de nombreux pays. L'entrée est gratuite, et ouverte à tous (c'est une exposition de rue).

## Monuments
Le long de la rue du nord au sud, on peut voir les monuments d'intérêt historique suivants :
- Palazzo Patrizi Nari (XIXe siècle)
- La Fontaine des Arts (1927) - En marbre, à base triangulaire, elle fut construite en 1927, sur le projet de l'architecte Pietro Lombardi, auteur de nombreuses autres fontaines de quartier à Rome.
- Collège Torlonia (XIXe siècle)

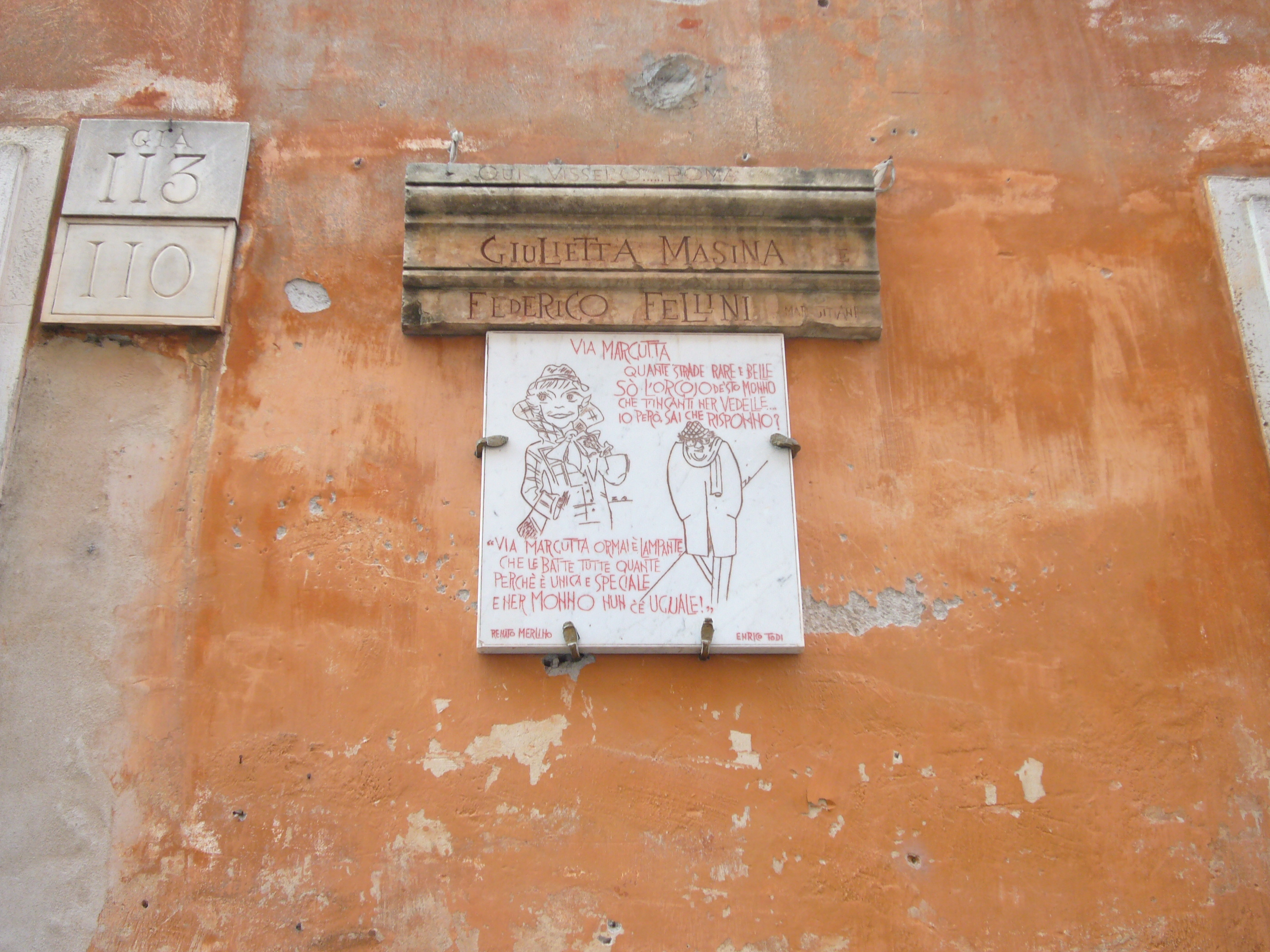
Plaque à la mémoire de Federico Fellini et Giulietta Masina
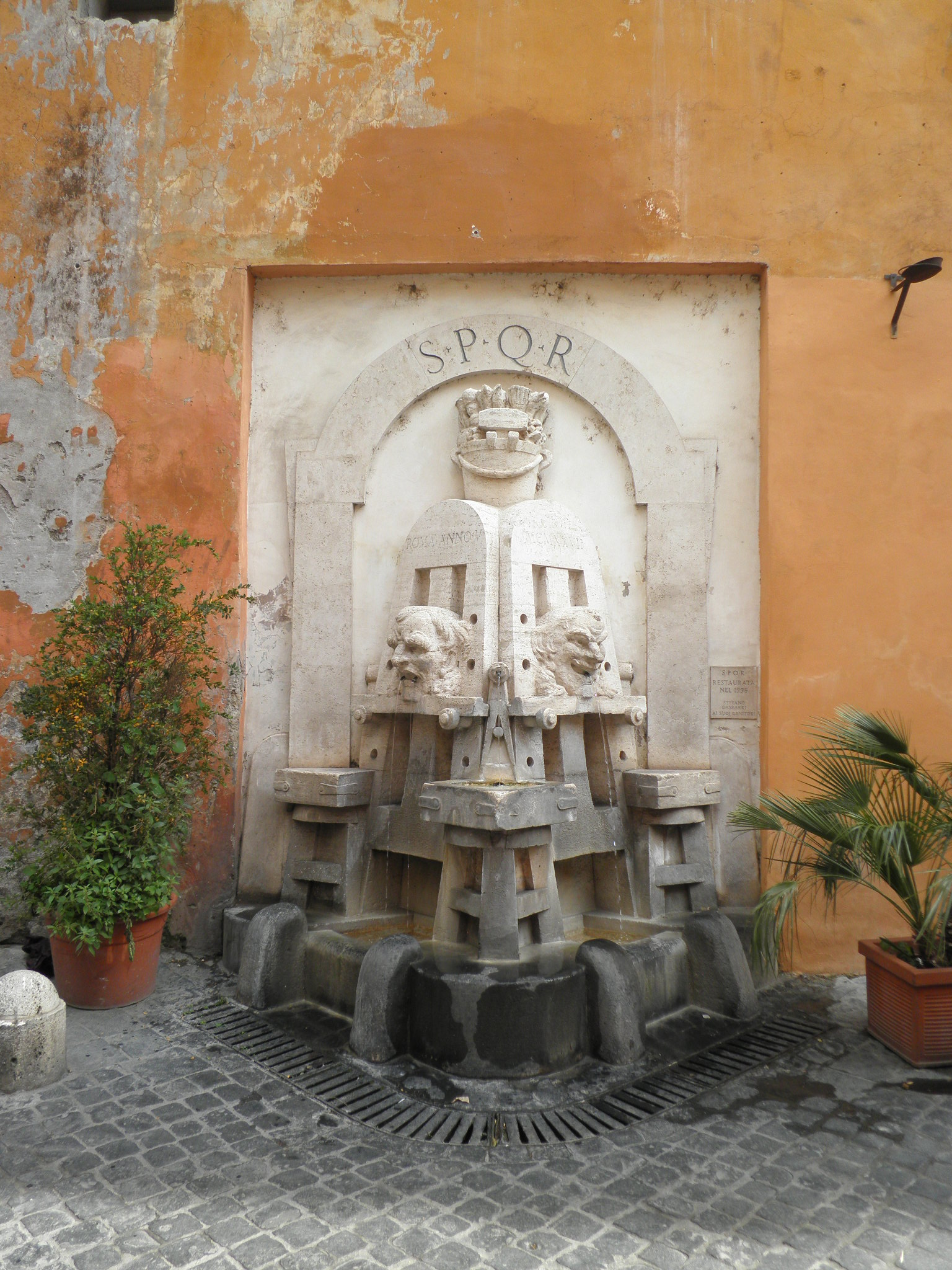
La fontaine des arts
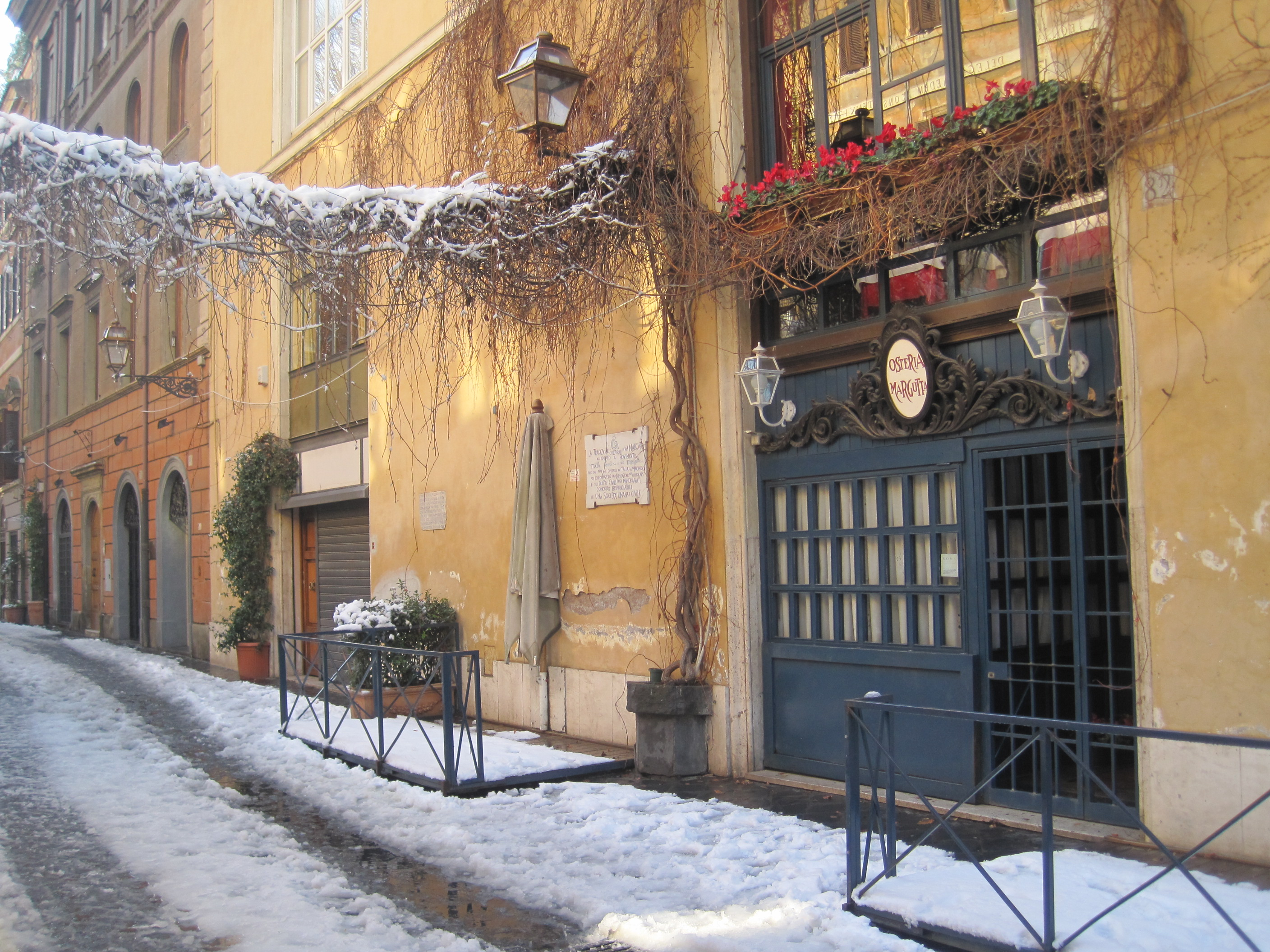
La Via Margutta après les chutes de neige du 4 février 2012

## Livres, chansons et films sur la Via Margutta
- Les modèles de la via Margutta, un film de Giuseppe Maria Scotese (1946)
- Vacances romaines, un film de William Wyler (1953), avec Audrey Hepburn et Gregory Peck
- Un américain à Rome, un film de Steno (1954), dans lequel Alberto Sordi est allé à la maison d'un peintre américain.
- La Via Margutta, un film de Mario Camerini (1960).
- Ma première quarante ans, film avec Carol Alt et Elliott Gould.
- Que de belles filles dans la Via Margutta. (Les cinéastes, les peintres et les écrivains qui ont fait de la Rome des années 1950, la capitale du monde), 2004. Le livre de Giampiero Mughini.
- La Via Margutta : chanson de Luca Barbarossa présentée au Festival de Sanremo en 1986.
- Les lettres de Capri, un roman de Mario Soldati (1954) : la rue est traitée dans les premiers chapitres, et à la fin de l'œuvre.
- La rue est mentionnée dans la chanson" Arrivederci, les Roms", chantée par Renato Rascel.
- Le signe de la commande, 1971. Le drame de Daniele D'anza dans lequel Ugo Pagliai rencontre le fantôme de Lucie.
- La rue est mentionnée dans le livre La vie Douce écrit par Stephen Gundle
- "La Via Margutta est une rue calme. Nous ne laissons passer que ceux chez qui nous devons aller." C'est le début du livre la Vie d'un artiste de Carlo Cassola. Le protagoniste est un sculpteur, qui, au début achète un studio dans la via romana.
- L'endroit est un thème récurrent dans le roman L'Ennui d'Alberto Moravia.
- premio margutta - www.premiomargutta.org - Président d'honneur, le directeur, Gabriele Salvatores - créateur du marchand d'art Giovanni Morabito